# Eufrosyne av Bysans
Eufrosyne av Bysans (grekiska: Εὐφροσύνη), född 790, död efter år 836, var en bysantinsk kejsarinna, gift med kejsar Mikael II.

## Biografi
Eufrosyne var en av de två döttrarna till kejsar Konstantin VI och Maria från Amnia, och sändes till ett kloster på ön Prinkipos med sin mor och sin syster Irene vid föräldrarnas skilsmässa år 795.
År 823 beslöt den dåvarande kejsaren Mikael II som blivit änkling och som saknade arvsrätt till tronen, att hämta ut henne från klostret och gifta sig med henne för att stärka sin legitimitet som monark. Äktenskapet betraktades som kontroversiellt och blev barnlöst.
Eufrosyne blev änka 829, och maken efterträddes av hennes styvson Theofilos. Hon arrangerade då en brudvisning för kejsaren och tycks ha valt ut hans hustru Theodora. Det är inte bevisat att hon valde ut Theodora för dennas ikonoklastiska åsikter. Efter sin styvsons giftermål återvände Eufrosyne till klostret, enligt uppgift övertalad av sin styvson för att tysta den religiösa kritiken som alltid hade rått mot hennes äktenskap.
Då Teofilos ryktades ha dött under sin kampanj mot Al-Afshin i Anatolien, och man i Konstantinopel planerade att ersätta honom innan hans död hade bekräftats, förhindrade Eufrosyne att han blev dödförklarad och ersatt av en ny kejsare genom att varna honom per brev. År 836 ska hon ha visat vänlighet mot Sankt Michael av Synkellos under hans fängelsetid. Detta är sista gången hon omnämns.